# Onthophagus cavivertex
Onthophagus cavivertex là một loài bọ cánh cứng trong họ Bọ hung (Scarabaeidae).